# Ernst Merz
Ernst Merz (* 16. Juli 1921 in Nürtingen; † 5. April 1996 ebenda) war ein deutscher Beamter und Politiker (CDU).

## Leben
Ernst Merz studierte Rechtswissenschaften und war als Landessozialgerichtsrat tätig. Er wurde 1968 im Landtagswahlkreis Nürtingen als Landtagsabgeordneter in den Landtag von Baden-Württemberg gewählt. In der 5. Wahlperiode  und der 6. Wahlperiode war er Mitglied des baden-württembergischen Landtages. Zur Landtagswahl 1976 trat er nicht mehr an.
Am 3. Mai 1986 wurde Ernst Merz der Verdienstorden des Landes Baden-Württemberg verliehen.
Er starb 1996.